# هوگو بکر
هوگو بکِر (آلمانی: Hugo Becker؛ ۱۳ فوریهٔ ۱۸۶۳ – ۳۰ ژوئیهٔ ۱۹۴۱) یک آهنگ‌ساز اهل آلمان بود.
او نوازندگی ویلونسل را در شهر درسدن و از «فردریش گروتس‌ماخر» و «کارلو آلفردو» فرا گرفت. وی در سن ۲۱ سالگی، تک‌نوار ویلونسل در «سالن نمایش و اپرای فرانکفورت» و سال بعد، معلمِ ویلونسل در «هنرستان موسیقی هوخ» در فرانکفورت شد.
بعدها او در یک گروه موسیقیِ سه‌نفره به همراه «اوژن ایزایی» و «فروچیو بوزونی» به اجرای موسیقی مجلسی پرداخت و از سال ۱۹۱۴ تا ۱۹۲۱ میلادی، به‌همراهِ «آرتور اشنابل» و «کارل فلش»، عضوِ گروهِ موسیقی سه‌نفرهٔ اشنابل بود.